# Феминистское движение
Феминистское движение (также известное как женское движение или просто феминизм) относится к серии политических кампаний за реформы по таким вопросам, как репродуктивные права, домашнее насилие, отпуск по беременности и родам, равная оплата, избирательное право женщин, сексуальные домогательства и сексуальное насилие, все из которых подпадают под марку феминизма и феминистского движения. Приоритеты движения различны в разных странах и сообществах и варьируются от противодействия женскому обрезанию в одних странах до противостояния стеклянному потолку в других.
Феминизм в некоторых странах Западного мира прошёл через три волны. Феминизм первой волны был ориентирован на положение белых женщин среднего и высшего классов и включал избирательное право и политическое равенство. Феминизм второй волны пытался бороться с социальным и культурным неравенством. В то время как первая волна феминизма затронула в основном белых женщин среднего класса, вторая волна привлекла цветных женщин и женщин из развивающихся стран. Феминизм третьей волны продолжает бороться с финансовым, социальным и культурным неравенством и включает кампанию за большее влияние женщин в политике и СМИ. Феминизм четвёртой волны исследует взаимосвязанные системы власти, которые способствуют социальной стратификации традиционно маргинализированных групп.
Феминизм в Китае начался в XX веке с Синьхайской революции 1911 года. В Китае феминизм тесно связан с проблемами социализма и классов. Некоторые комментаторы считают, что эта тесная связь наносит ущерб китайскому феминизму, и утверждают, что интересы партии ставятся выше интересов женщин.

## История

### Феминистское движение на Западе
Феминизм в США, Канаде и ряде стран Западной Европы исследователями феминизма делится на три волны: феминизм первой, второй и третьей волны. Недавние (в начале 2010-х годов) исследования показывают, что может быть четвёртая волна, отчасти характеризуемая новыми медиа-платформами.
Семена современного феминистского движения были посеяны в конце XVIII века, хотя предшественники феминизма могут быть найдены ещё до этого столетия. Кристина Пизанская, писательница позднего средневековья, возможно, была самой ранней феминисткой в западной традиции. Считается, что она первая женщина, которая зарабатывала на жизнь писательским трудом. Феминистская мысль начала приобретать более существенную форму во время Просвещения с такими мыслителями, как английская писательница и путешественница леди Мэри Уортли-Монтегю и французский философ, математик и политик маркиз де Кондорсе, выступавшие за образование женщин. Первое женское научное общество было основано в Мидделбурге, городе на юге Нидерландов, в 1785 году. В этот же период стали популярными журналы для женщин, посвящённые таким вопросам, как наука.
Женщины, которые предприняли первые усилия по обеспечению избирательного права женщин, происходили из более стабильных и привилегированных семей и были в состоянии посвятить время и энергию для борьбы за свои права. Поэтому первоначально женское движение в основном занималось проблемами белых женщин среднего и высшего классов.
В 1918 году юристка и журналистка Кристал Истмен написала статью, опубликованную в Birth Control Review, в которой утверждала, что контроль над рождаемостью является фундаментальным правом для женщин и должен быть доступен в качестве альтернативы, если они хотят в полной мере участвовать в современном мире. «Короче говоря, если феминизм, сознательный, смелый и умный, возглавит требование, он будет поддержан тайным стремлением всех женщин контролировать размер своих семей, и государство избирательного права должно быстро прекратить действие этих старых законов, которые встали на пути контроля над рождаемостью». Она заявила: «Я не верю, что в этом штате есть одна женщина, которая не верит в контроль над рождаемостью!» Тем самым, Истмен сделала контроль над рождаемостью частью программы феминистского движения.
Женское движение стало более популярным в мае 1968 года, когда новую популярность обрела книга «Второй пол», написанная в 1949 году Симоной де Бовуар (и впервые переведённая на английский язык в 1953 году). В своей книге де Бовуара объясняет, почему талантливым женщинам трудно добиться успеха. К числу препятствий, которые перечисляет Бовуар, относятся неспособность женщин заработать столько же, сколько мужчины в той же профессии, домашние обязанности женщин, отсутствие поддержки талантливых женщин со стороны общества, а также страх женщин, что успех будет раздражать мужа или помешает им выйти замуж. Де Бовуар также утверждает, что у женщин нет амбиций из-за воспитания, отмечая, что девочкам предписано выполнять обязанности своих матерей, тогда как мальчикам предписывается превосходить достижения своих отцов. Наряду с другими влияниями, работа Симоны де Бовуар способствовала формированию движения за освобождение женщин. В число участников вошли помимо Симоны де Бовуар писательница Кристиана Рошфор, социолог и писательница Кристин Дельфи и журналистка Анн Тристан. Во многом благодаря этому движению женщины получили равные права, такие как право на образование, право на труд и право голоса. Одним из наиболее важных вопросов, с которыми столкнулось движение, был запрет абортов и контрацепции, что, по мнению группы, является нарушением прав женщин. Таким образом, они сделали заявление, известное как «Манифест трёхсот сорока трёх», под которым подписались 343 женщины, признаваясь, что сделали незаконный аборт. Декларация была опубликована во французских газетах Le Nouvel Observateur и Le Monde 5 апреля 1971 года. Группа получила поддержку после публикации. Женщины получили право на аборт в 1975 году.
Женское движение повлекло за собой изменения в западном обществе, в том числе избирательное право женщин, право инициировать бракоразводный процесс и развод «без вины», право женщин принимать индивидуальные решения в отношении беременности (включая доступ к противозачаточным средствам и абортам) и право на личную собственность. Это также привело к широкой занятости женщин за более справедливую заработную плату и дало женщинам доступ к университетскому образованию.
В докладе Организации Объединённых Наций по развитию человека за 2004 год указывается, что если учитывать не только оплачиваемую работу, но и неоплачиваемую работу по дому, то в среднем женщины работают больше, чем мужчины. В сельских районах отдельных развивающихся стран женщины выполняли в среднем на 20 % больше работы, чем мужчины, то есть дополнительно 102 минуты в день. В обследованных странах ОЭСР в среднем женщины выполняли на 5 % больше работы, чем мужчины — дополнительно 20 минут в день. Однако мужчины выполняли на 19 минут больше работы в день, чем женщины в пяти из восемнадцати опрошенных стран ОЭСР: в Канаде, Дании, Венгрии, Израиле и Нидерландах. По данным «ООН-женщины», «женщины выполняют 66 % работ в мире, производят 50 % продуктов питания, но получают 10 % дохода и владеют 1 % имущества».
В повестку дня феминистского движения входит противодействие предположительно патриархальным тенденциям доминирующей культуры. Несмотря на различия во время развития волн, это движение стремится бросить вызов политической структуре, держателям власти и культурным убеждениям или обычаям.

### Феминизм в Китае
В патриархальном китайском обществе целями феминистского движения являются принятие законов, гарантирующих женщинам полное равенство с мужчинами, в первую очередь, в вопросах собственности и свободы брака. В целях дальнейшего устранения наследия патриархального общества, таких как убийства новорождённых женского пола младенцев, бинтование ног и так далее, дискриминации, традиционных предрассудков в отношении женщин требуется постепенно достичь гендерного равенства в политике, экономике, социальных и семейных аспектах.
Феминистское движение в Китае зародилось ещё до вестернизации и в основном создавалось и руководилось мужчинами-феминистами. Когда в середине XIX века тайпины создали Небесное царство великого благоденствия (1851—1864), они отменили традиционный для конфуцианского Китая обычай бинтования женских ног, дали женщинам равный социальный статус с мужчинами, а на первом этапе движения в их армии существовали даже особые женские отряды. До конца династии Цин образованные женщины вели борьбу за права женщин, и именно там в основном и начался феминизм.
Ключевыми мужчинами-феминистами в Китае в XIX—XX веков были философ и литератор Лян Цичао, учёный и педагог Ма Цзюньу и поэт и учёный Цзинь Тяньхэ. В 1897 году Лян Цичао предложил запретить бинтование и призвал женщин работать, получать образование и участвовать в политической жизни. Бинтование ног издавна практиковалось в Китае в высших слоях общества (особенно в аристократической среде), и это был акт, демонстрирующий социальный статус женщин. Лян Цичао предложил отменить бинтование ног из-за обеспокоенности состоянием здоровья женщин. Он также предложил сократить число женщин-иждивенцев в семье и призвал женщин добиваться права на образование и трудоустройство, чтобы быть экономически независимыми от мужчин и, наконец, помочь нации достичь более высокого уровня благосостояния и процветания. Ма Цзюньу и Цзинь Тяньхэ также поддержали равенство между мужьями и жёнами, считая, что женщины должны пользоваться равными правами с мужчинами, в том числе правом на участие в политической жизни. Основным утверждением Цзинь Тяньхэ было то, что женщины являются матерью нации. Эти взгляды феминистов-мужчин раннего феминизма в Китае представляли образ идеальной женщины в воображении мужчин.
Ключевыми женщинами-феминистками в Китае в XIX—XX веках были Лин Цзунсу, Хэ Чжэнь, Чэнь Сифэнь и Цю Цзинь. Женщины-феминистки в раннем Китае больше внимания уделяли методам или способам, которыми женщины должны вести себя и добиваться для себя равных прав и независимости. Хэ Чжэнь считала, что освобождение женщин не связано с интересами нации, и она проанализировала три причины, стоящие за мужчинами-феминистами, в том числе: следование западной тенденции, облегчить своё финансовое бремя и обеспечить высокое качество воспроизводства. Кроме того, Ли Цзунсу предложила, чтобы женщины стремились к равноправию в более широком смысле, чем предлагали феминисты-мужчины.
В эпоху династии Цин обсуждение феминизма имело два аспекта, включая различия между мужчинами и женщинами, такие как материнская роль, обязанности женщин и социальные различия между полами; другое измерение включало освобождение женщин. Мнение феминисток было различным: некоторые полагали, что феминизм приносит пользу нации, а некоторые полагали, что феминизм связан с индивидуальным развитием женщин в улучшении их прав и благосостояния.
В 1970-х годах марксистская философия о женщине и феминизме стала руководящим принципом китайского феминистского движения путём введения теорий классовой борьбы для решения гендерных проблем. В 1990-х годах многие китайские женщины-учёные, ознакомившись с феминизмом в западных странах, стали продвигать его и идеи борьбы за равные права для женщин, публикуя, переводя и проводя исследования по глобальному феминизму, сделав феминизм в Китае одной из частей своих исследований, желая увеличить осведомлённость китайского общества по вопросам гендерного равенства.
Реформы Дэна Сяопина в 1970—1980-е годы и, как следствие, развитие новых экономических механизмов, ухудшили положение прежде всего женщин, что сделало феминизм более актуальным. Вопрос о правах и свободах китайских женщин активизировался после проведённой в 1995 году в Пекине Четвёртой Всемирной конференции ООН по положению женщин, после чего в активизировалась деятельность ВФЖ, а также появились ряд женских некоммерческих организаций.

### Язык
Многие феминистки сторонники использования гендерно-нейтрального языка, например, за использование обращения Ms. (в переводе с англ. — «госпожа») не только к замужним, но и к незамужним женщинам. Феминистки также часто выступают за использование языка, учитывающего гендерные аспекты, например humanity (в переводе с англ. — «человечество») вместо mankind или they (в переводе с англ. — «они») вместо he, где пол неизвестен.
Гендерно-нейтральный язык стремится избавиться от отсылок к гендеру при описании людей, минимизируя предположение относительно пола. Пропаганда нейтрального в гендерном отношении языка отражает, по меньшей мере, две разные повестки дня: одна направлена на разъяснение включения обоих полов или полов (язык, учитывающий гендерные аспекты); другой предполагает, что пол как категория редко стоит отмечать в языке (нейтральный по признаку пола язык). Гендерно-нейтральный язык иногда описывается как несексистский язык сторонниками и как политкорректный язык противниками.
Цель феминистского движения добиться гендерного равенства в языке. К примеру, в английском языке вместо гендерно-ориентированных названий профессий, таких как policeman/policewoman (в переводе с англ. — «полицейский/женщина-полицейский»), fireman (в переводе с англ. — «пожарный»), могут использовать общие нейтральные police officer (в переводе с англ. — «офицер полиции») и firefighter (в переводе с англ. — «пожарный»). Во французском языке форма существительного мужского рода имеет грамматическое преимущество перед формой существительного женского рода. Если в совете директоров компании одни женщины, то тогда они будут называться directrices (женская форма множественного числа слова «директор»). Если же в совете директоров будет хоть один мужчина, то тогда они будут называться directeurs (мужская форма множественного числа слова «директор»). Гендерно-нейтральная форма написания выглядит так: directeur•trice•s.
Для цели уравнивания всех гендеров в лингвистике также используется гендергэп — символ подчёркивания между основной частью слова и его окончанием. Гендергэп получил широкое распространение в современном немецком языке, главным образом в Германии и Австрии. В русском языке гендерный штрих также используется некоторыми активистами феминистического и квир-движения.
Антрополог и феминистка Эмили Мартин описывает концепцию того, как гендерные метафоры генерируются и внедряются в повседневном языке, становясь способом описания мира людьми. Мартин объясняет, что эти метафоры структурируют процесс думания, в частности, в отношении науки они могут определять, какие вопросы задают себе учёные в ходе исследования. Если правильные вопросы не задаются, то ответы также не будут правильными. Например, агрессивный сперматозоид и пассивная яйцеклетка — метафора, которая была «естественной» для людей в течение многих лет, вводя учёных в заблуждение, но стоило отказаться от привычного стереотипа, как роль яйцеклетки и сперматозоидов в оплодотворении пришлось пересмотреть. Цель феминизма — увидеть эти гендерные метафоры и привлечь внимание общественности. Результат рассмотрения вещей в новом ракурсе может дать новую информацию.
В то же время гендерно-нейтральные трансформации языка нередко вызывают критику со стороны приверженцев сохранения классического языка. К примеру, Французская Академия крайне негативно отнеслась к использованию гендерно-нейтральных выражений во французском языке, назвав их «аберрациями», которые представляют «смертельную опасность» для французского языка. «Бессмертные» 40 членов академии единогласно решили, что создание новых учебников французского языка, включающих в себя гендерно-нейтральные выражения, неоправданно. Гендерно-нейтральный французский язык, по мнению Академии, является чрезмерно сложным для написания и произношения и труден для освоения и преподавания.

### Гетеросексуальные отношения
Увеличение числа работающих вне дома женщин, начиная с XX века, повлияло на гендерные роли и разделение труда в домашних хозяйствах. Социолог Арли Рассел Хоукшильд в своих книгах The Second Shift и The Time Bind приводит доказательства того, что в парах, состоящих из двух человек, мужчины и женщины в среднем тратят примерно одинаковое количество времени на работу, но женщины по-прежнему тратят больше времени на работу по дому. Феминистская писательница Кэти Янг отвечает на утверждения Хохшильда, утверждая, что в некоторых случаях женщины могут препятствовать равному участию мужчин в работе по дому и воспитании детей. Экономисты Марк Агиzр и Эрик Херст подсчитали, что количество времени, затрачиваемого женщинами на домашнюю работу с 1960-х годов, значительно сократилось. Досуг как у мужчин, так и у женщин значительно увеличился и примерно одинаков для обоих полов. Джереми Гринвуд, Анант Сешадри и Мехмет Йорукоглу утверждают, что внедрение современных бытовых приборов позволило женщинам меньше тратить времени на ведение домашнего хозяйства и больше времени уделять работе вне дома.
Феминистская критика вклада мужчин в уход за детьми и домашний труд в западном среднем классе, как правило, сосредоточена вокруг идеи, что от женщин несправедливо ожидать, что они будут выполнять больше половины домашнего труда и ухода за детьми, когда оба члена семьи выполняют равную долю работы вне дома. Несколько исследований предоставляют статистические доказательства того, что финансовый доход женатых мужчин не влияет на их частоту выполнения домашних обязанностей.
В Dubious Conceptions Кристин Лукер рассказывается о влиянии феминизма на выбор женщин-подростков рожать детей или нет как в браке, так и вне его. Лукер считает, что, поскольку рождаемость вне брака стала более социально приемлемой, молодые женщины, особенно бедные молодые женщины, хотя они и рожают детей не чаще, чем в 1950-х годах, в настоящее время видят меньше причин жениться до рождения ребёнка. Она объясняет это тем, что экономические перспективы для бедных мужчин невелики, поэтому у бедных женщин меньше шансов найти мужа, который сможет обеспечить надёжную финансовую поддержку.
Некоторые исследования показали, что и мужчины, и женщины считают феминизм несовместимым с романтикой. Однако недавний опрос в США показал, что феминизм оказывает положительное влияние на здоровье женщин и сексуальное удовлетворение для мужчин, что опровергает негативные стереотипы в отношении феминисток.
Психолог Вирджиния Сатир заявила, что необходимость в обучении взаимоотношениям возникла из-за смены гендерных ролей, когда женщины получили больше прав и свобод в течение XX века:

«Когда мы перешли в 20-й век, мы пришли с очень чётко прописанным способом, которым мужчины и женщины в браке должны были вести себя друг с другом … Взаимоотношения между мужем и женой были такими же, как у доминирующего мужчины и покорной женщины … С тех пор наступила новая эра … климат отношений изменился, и женщины больше не желали быть покорными … Был виден конец доминирующей / покорной модели в отношениях. Однако, очень мало что сложилось, чтобы заменить старый шаблон, пары колебались … Ретроспективно, можно было ожидать, что будет много хаоса и много выпадений. Переход от доминирующей / покорной модели к модели равенства монументальный сдвиг. Мы учимся тому, как отношения, основанные на подлинном чувстве равенства, могут действовать практически.»
Оригинальный текст (англ.)As we moved into the 20th century, we arrived with a very clearly prescribed way that males and females in marriage were to behave with one another … The pattern of the relationship between husband and wife was that of the dominant male and submissive female … A new era has since dawned … the climate of relationships had changed, and women were no longer willing to be submissive … The end of the dominant/submissive model in relationships was in sight. However, there was very little that had developed to replace the old pattern; couples floundered … Retrospectively, one could have expected that there would be a lot of chaos and a lot of fall-out. The change from the dominant/submissive model to one of equality is a monumental shift. We are learning how a relationship based on genuine feelings of equality can operate practically.
— Virginia Satir. Introduction to PAIRS

### Религия
См. также: Христианский феминизм, Исламский феминизм, Еврейский феминизм, Новый феминизм, Дианическая викка

Феминистское богословие — это движение, которое пересматривает традиции, обычаи, писания и богословия религий с феминистской точки зрения. Некоторые из целей феминистского богословия включают повышение роли женщин среди духовенства и религиозных авторитетов, переосмысление представлений о мужчине и их слов о Боге, определение места женщин по отношению к карьере и материнству, а также изучение образов женщин в религии и в священных текстах.
Феминистское движение оказало глубокое влияние на религию и теологию. В либеральных ветвях протестантского христианства женщин рукополагают в духовенство, а в реформистском, консервативном и реконструктивистском иудаизме женщинам теперь разрешено быть рукоположенными как раввины и канторы. В некоторых из этих групп женщины постепенно занимают руководящие должности, которые раньше занимали только мужчины, и в настоящее время выясняются их перспективы в разработке новых утверждений веры. В то же время эти тенденции не получили распространения в католицизме и православии, а также в большинстве течений ислама. В рамках католицизма большинство женщин понимают, что согласно религиозной догме главное их призвание — материнство. В то же время они также понимают необходимость подняться выше, это означает, что вернуться к изначальному равенству между мужчиной и женщиной, ведь неравенство свидетельствует о греховности человека, женщина должна стать фактически равной мужу, призванного быть патриархом семьи.
Христианский феминизм — ветвь феминистского богословия, которая стремится переосмыслить и понять христианство в свете равенства женщин и мужчин. Пока не существует стандарта убеждений среди христианских феминисток, но большинство согласны с тем, что Бог различает людей не на основе биологически определённых характеристик, таких как пол.
Ранние феминистки, такие как Элизабет Кейди Стэнтон, концентрировались почти исключительно на «приравнивании женщин к мужчинам». Тем не менее, христианское феминистское движение предпочло сконцентрироваться на языке религии, потому что они рассматривали исторический пол Бога как мужчину, как результат всепроникающего влияния патриархата. Феминистка и католический теолог Розмари Рэдфорд Рютер систематически критиковала христианское богословие с феминистской и теистской точек зрения. Стэнтон была агностиком, а Рютер — агностиком, которая родилась в католической семье, но больше не исповедует веру.
Исламский феминизм касается роли женщин в исламе и направлен на полное равенство всех мусульман, независимо от пола, в общественной и частной жизни. Несмотря на то, что пионеры движения укоренились в исламе, они также использовали светские и западные феминистские дискурсы. Сторонники движения стремятся осветить глубоко укоренившиеся учения о равенстве в Коране и поощрять сомнение в патриархальной интерпретации исламского учения через Коран, хадисы и шариат в направлении создания более равного и справедливого общества.
Еврейский феминизм стремится улучшить религиозный, правовой и социальный статус женщин в иудаизме и открыть для еврейских женщин новые возможности для религиозного опыта и лидерства. В его современной форме движение можно проследить до начала 1970-х годов в Соединённых Штатах. По словам теолога и активиста Джудит Пласкоу, которая сосредоточилась на феминизме в реформистском иудаизме, основными проблемами для первых иудейских феминисток в этих движениях были исключение из миньян, молитвенной общины, состоящей только из мужчин, освобождение от мицвы и неспособность женщин выступать в качестве свидетелей и инициировать развод.
Новый феминизм является преимущественно католической философией, которая подчёркивает веру в неотъемлемую взаимодополняемость между мужчинами и женщинами, а не в превосходстве мужчин над женщинами или женщин над мужчинами.
Дианическая викка — неоязычники. В отличие от других направлений викки, почитают только богинь, тогда как большинство викканских традиций чтят как женские, так и мужские божества.

### Женское здоровье
Исторически перед феминистским движением стояла необходимость вносить свой вклад в здоровье и благополучие женщины. Историк и гендерная исследовательница Лонда Шибингер полагает, что общая биомедицинская модель более не является адекватной и существует необходимость в более широкой модели, обеспечивающей заботу обо всех аспектах женского здоровья. Шибингер описывает шесть факторов, которые должны произойти для достижения успеха: политическое движение, научные женские исследования, позитивные действия, закон о равенстве в области здравоохранения, геополитические силы и женщины-профессионалы, которые не боятся открыто говорить о проблемах женщин. Политические движения начинаются снизу и показывают, что люди в целом хотят изменить. Для научных женских исследований необходима поддержка университетов, чтобы изучать и преподавать предмет, с которым большинство людей никогда не сталкивалось. Принятые позитивные действия — это правовые изменения, позволяющие признать и сделать что-то в тех случаях, когда женщинами пренебрегали. Закон о равенстве в области здравоохранения юридически закрепляет идею о том, что медицина должна тестироваться в соответствии с подходящими стандартами, такими как участие женщин в научных исследованиях, а также выделять финансирование на исследования заболеваний, характерных для женщин. Исследования показали, что исследования аутоиммунных заболеваний, которые в основном затрагивают женщин, отсутствуют, несмотря на их распространённость. Геополитические силы могут улучшить положение женщин, в условиях, когда страна не испытывает ощущения угрозы войны, есть больше средств и ресурсов, чтобы сосредоточиться на других потребностях, таких как здоровье женщин. Наконец, женщины-профессионалы, не боясь говорить о проблемах женщин, не позволяют женщинам просто действовать как мужчины, а вместо этого принимают их заботу о здоровье женщин. Эти шесть факторов должны быть задействованы для того, чтобы изменить здоровье женщин к лучшему.

### Бизнес
В годы второй и третьей волн феминизма, в 1970-х, 1980-х и 1990-х годах, активисты-феминистки открывали феминистские предприятия, в том числе женские книжные магазины, феминистские кредитные союзы, феминистские издательства, феминистские рестораны и прочее.
В современном обществе феминистские компании выглядят иначе, за исключением нескольких книжных магазинов, сохранившихся до сих пор. Есть более сотни компаний, созданных женщинами, у которых помимо зарабатывания денег есть и другие цели, такие как изменение общества, воздействие на работодателей и потребителей. Одна из самых успешных феминисток-препринимательниц — Тори Берч, основавшая компанию Tory Burch LLC, работающую в модной индустрии. Она смогла создать компанию, которой принадлежит более 250 магазинов, а годовой доход превышает $360 млн. Помимо бизнеса Берч занимается общественной деятельностью, учредив в 2009 году фонд под названием Tory Burch Foundation, задача которого помочь расширить возможности женщин и женщин-предпринимателей. Сегодня феминистский бизнес направлен на расширение прав и возможностей женщин в форме продаваемых продуктов, проведения кампаний и создания предприятий.